# Linje 5 (Paris metro)
Paris metrolinje 5 i Paris tunnelbana invigdes år 1906 i Paris i Frankrike. Den är en av 16 linjer som ingår i nätet.  Linjen sammanbinder Bobigny i norr med Place d'Italie i söder. Med en längd av 14,6 km är det den åttonde mest trafikerade linjen i nätet. 

## Historia
- 1906: Sträckan Place d'Italie till Jacques Bonsergent öppnar.
- 1907: Linjen förlängs från Jacques Bonsergent till Gare du Nord.
- 1939: Arsenal station läggs ner.
- 1942: Sträckan Gare du Nord till Église de Pantin öppnar.
- 1985: Sträckan Église de Pantin till Bobigny Pablo Picasso öppnar.

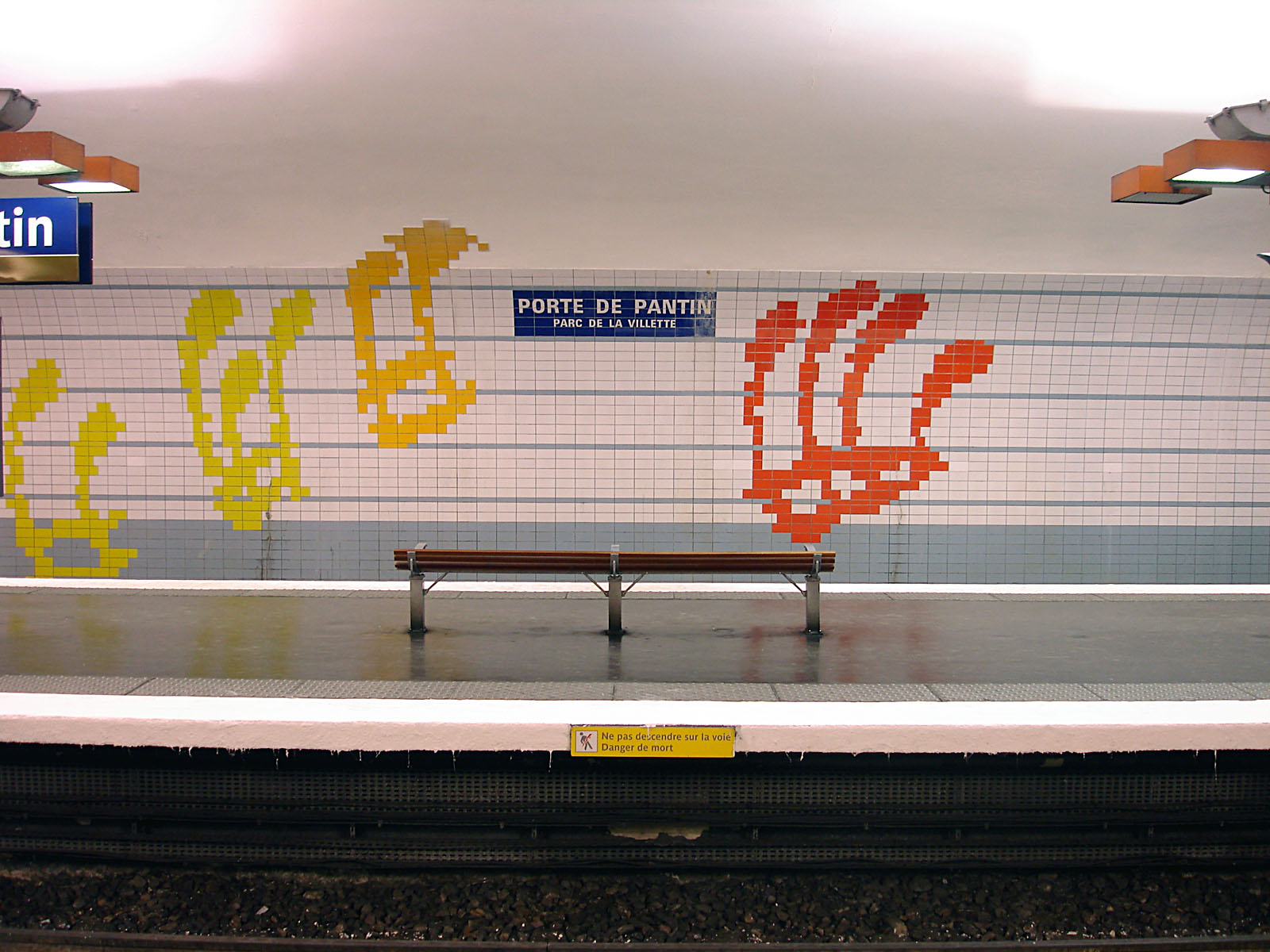
Porte de Pantin
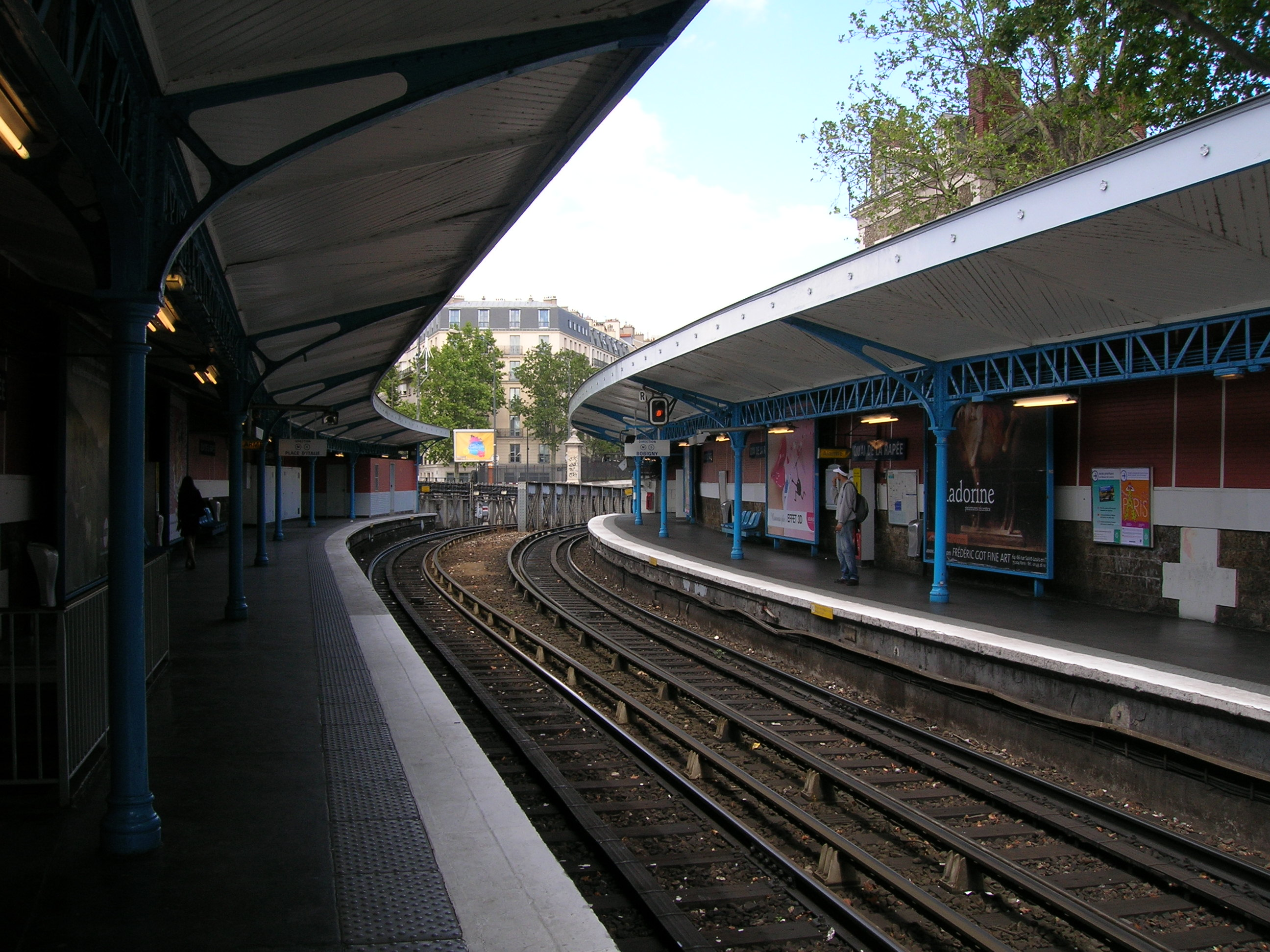
Quai de la Rapée
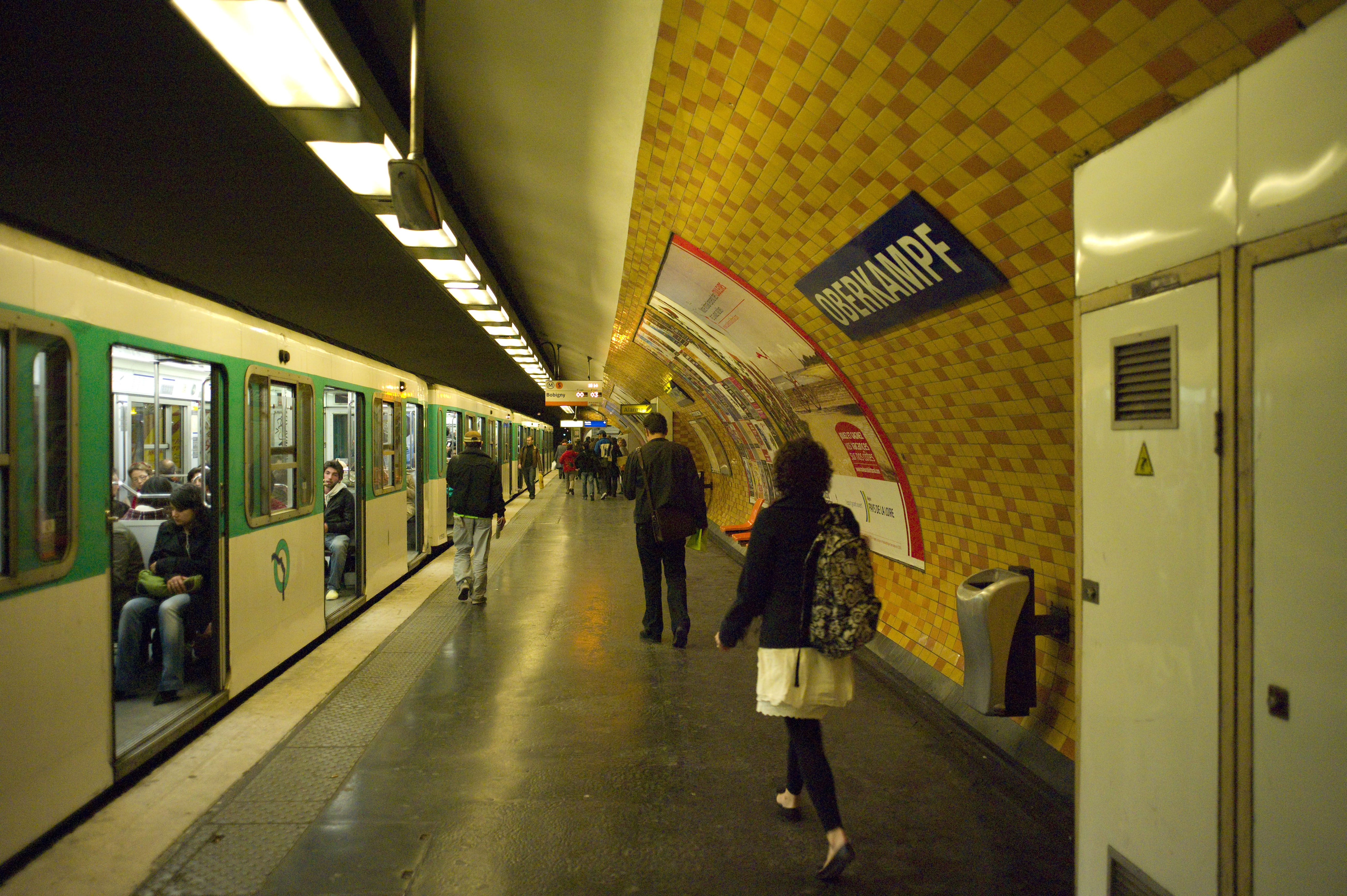
Oberkampf